# Mar Contreras
Mar Contreras  (Culiacán Rosales, Sinaloa, Mexikó 1981. február 8. –) mexikói énekesnő, színésznő.

## Élete és pályafutása
1981. február 8-án született. 
Karrierjét 2002-ben kezdte a Operación Triunfo című valóságshow-ban. 2007-ben megkapta első teleregény-szerepét a Muchachitas como tú című sorozatban, ahol Lorena szerepét játszotta. 2010-ben a Teresa című telenovellában megkapta Lucia szerepét. 
2012-ben bejelentette, hogy gyermeket vár. 2013-ban megszületett kisfia, Emiliano.

## Filmográfia

### Telenovellák
- Muchachitas como tú (2007) - Lorena
- Tormenta en el Paraíso (2008) - Penélope Montalbán
- Mar de amor (A szerelem tengere) (2009) - Roselia
- Teresa (2010-2011) - Lucia Álvarez Granados
- La que no podía amar (Megkövült szívek) (2011-2012) - Vanessa Galván Villaseñor
- Veronica aranya (Lo imperdonable) (2015) - Naciyanga
- Vino el amor (2016) - Susan

### Valóságshow
- Operación Triunfo (2002)
- High School Musical: la selección (2007)

### Filmek
- High School Musical: El Desafío (2008) - Luli Casas del Campo

### Programok
- Se Vale

### Televíziós sorozatok
- Plantados (2008) - Claudia

## Színház
- Hoy no me puedo levantar (2007) - María / Ana
- ¡Que Plantón! (2009) - La Rosa

## Diszkográfia
- Sólo 5